# Stammliste der Könige von England und Schottland

Zeit- und Abstammungstafel der englischen und britischen Monarchen seit Wilhelm dem Eroberer, farbcodiert nach Dynastien.

Stammliste der Könige von England und Schottland mit den in der Wikipedia vertretenen Personen und wichtigen Zwischengliedern.

## Von Heinrich II. (England) an (Haus Plantagenet)
1. Heinrich II. (England) (1154–1189) ⚭ Eleonore von Aquitanien, Tochter von Wilhelm X. (Aquitanien)
  1. Wilhelm, Herzog von Normandie und Graf von Poitiers
  2. Heinrich der Jüngere (England), Mitkönig von England
  3. Mathilde Plantagenet ⚭ Herzog Heinrich der Löwe
  4. Richard I. (England) (1189–1199), gen. Löwenherz
  5. Gottfried, Herzog von Bretagne
  6. Eleonore Plantagenet ⚭ König Alfons VIII. (Kastilien)
  7. Johanna
  8. Johann Ohneland (1199–1216)
    1. Heinrich III. (England) (1216–1272) ⚭ Eleonore de Provence, Tochter von Graf Raimund Berengar III. (Provence)
      1. Eduard I. (England) (1272–1307)
        1. Johanna
        2. Johann
        3. Heinrich von England (1267–1274)
        4. Eleonore von England (1269–1298) ⚭ Graf Heinrich III. (Bar) (1247/50–1302)
        5. Julian Katharina
        6. Johanna von England (1272–1307)
        7. Alphonso, Earl of Chester (1273–1284)
        8. Margarethe
        9. Berengaria
        10. Maria
        11. Isabella
        12. Alice
        13. Elizabeth
        14. Eduard II. (England) (1307–1327)
          1. Eduard III. (England) (1327–1377) ⚭ Philippa von Hennegau, Tochter von Graf Wilhelm III. (Holland)
            1. Edward of Woodstock, gen. der „Schwarze Prinz“ ⚭ Joan of Kent, Tochter von Edmund Plantagenet
              1. Eduard
              2. Richard II. (England) (1377–1399) ⚭ Anne von Böhmen, Tochter von Kaiser Karl IV. (HRR)

            2. Isabella ⚭ Enguerrand VII. de Coucy
            3. Johanna
            4. Wilhelm
            5. Lionel of Antwerp, 1. Duke of Clarence, Earl of Ulster
              1. Philippa Plantagenet, 5. Countess of Ulster ⚭ Edmund Mortimer, 3. Earl of March
                1. Roger Mortimer, 4. Earl of March
                  1. Edmund Mortimer, 5. Earl of March
                  2. Anne Mortimer ⚭ Richard of Conisburgh, 1. Earl of Cambridge (s. u. Abkömmlinge des Hauses York)

            6. John of Gaunt, 1. Duke of Lancaster, Herzog von Aquitanien, Earl of Richmond, Derby und Leicester - Haus Lancaster
            7. Edmund of Langley, 1. Duke of York, Earl of Cambridge - Haus York
            8. Blanche
            9. Maria ⚭ Johann V. von Dreux
            10. Margarethe ⚭ Johann I. von Hastings
            11. Thomas
            12. Wilhelm
            13. Thomas of Woodstock, 1. Duke of Gloucester, Earl of Buckingham und Essex ⚭ Eleanor de Bohun, Tochter von Humphrey de Bohun, 7. Earl of Hereford
              1. Humphrey
              2. Anne of Gloucester
              3. Johanna

            14. Johanna

          2. John of Eltham, Earl of Cornwall
          3. Eleonore ⚭ Rainald II. (Geldern)
          4. Johanna

        15. Beatrix
        16. Blanche
        17. Thomas of Brotherton, 1. Earl of Norfolk (1300–1338)
        18. Edmund of Woodstock, 1. Earl of Kent (1301–1330), hingerichtet ⚭ Margaret Wake
          1. Joan of Kent (1328–1385) ⚭ Edward of Woodstock, gen. der „Schwarze Prinz“

        19. Eleonore

      2. Margarete von England (1240–1275) ⚭ König Alexander III. (Schottland) (1241–1286)
      3. Beatrix von England (1242–1275) ⚭ Herzog Johann II. (Bretagne) (1239–1305)
      4. Edmund Crouchback, 1. Earl of Lancaster (1245–1296)
      5. Richard (1247–1256)
      6. John (1250–1256)
      7. William (1251–1256)
      8. Katherine (1253–1257)
      9. Henry

    2. Richard von Cornwall
      1. Henry of Almain

    3. Johanna von England (1210–1238) ⚭ König Alexander II. (Schottland)
    4. Isabella von England ⚭ Kaiser Friedrich II. (HRR)
    5. Eleonore ⚭ Simon de Montfort, 6. Earl of Leicester

## Von John of Gaunt an (Haus Lancaster)
1. John of Gaunt, 1. Duke of Lancaster, Herzog von Aquitanien, Earl of Richmond, Derby and Leicester ⚭ Blanche of Lancaster, Tochter von Henry of Grosmont, 1. Duke of Lancaster
  1. Philippa of Lancaster ⚭ König Johann I. (Portugal)
  2. John
  3. Elizabeth of Lancaster († 1425)
  4. Eduard
  5. John
  6. Henry IV. Bolingbroke (1399–1413)
    1. Eduard (1382, früh gestorben)
    2. Blanca von England ⚭ Kurfürst Ludwig III. (Pfalz) (1378–1436)
    3. Heinrich V. (England) (1413–1422) ⚭ Katharina von Valois, Tochter von König Karl VI. (Frankreich)
      1. Heinrich VI. (England) (1422–1461, 1470–1471), ermordet ⚭ Margarete von Anjou, Tochter von König René I. (Anjou)
        1. Edward of Westminster, gefallen ⚭ Anne Neville, Tochter von Richard Neville, 16. Earl of Warwick, gen. der Königsmacher
→ ausgestorbene Linie

    4. Thomas of Lancaster, 1. Duke of Clarence, gefallen
    5. John of Lancaster, Duke of Lancaster, Bedford, Earl of Kendal and Richmond
    6. Humphrey, Duke of Gloucester
    7. Philippa ⚭ König Erik VII. (Dänemark)

  7. Isabel
  8. Katharina ⚭ König Heinrich III. (Kastilien)
  9. John

## Von Edmund of Langley an (Haus York)
1. Edmund of Langley, 1. Duke of York, Earl of Cambridge ⚭ Isabella von Kastilien, Tochter von König Peter I., gen. der Grausame (Kastilien)
  1. Edward of Norwich, 2. Duke of York, gefallen ⚭ Philippa von Mohun
  2. Constanze
  3. Richard of Conisburgh, 1. Earl of Cambridge, hingerichtet ⚭ Anne Mortimer, Tochter von Roger Mortimer, 4. Earl of March (s. o.)
    1. Richard Plantagenet, 3. Duke of York, gefallen, ⚭ Cecily Neville, Tochter von Ralph Neville, 1. Earl of Westmorland
      1. Joan
      2. Anne ⚭ Henry Holland, 3. Duke of Exeter
      3. Henry
      4. Eduard IV. (1461–1483) ⚭ Elizabeth Woodville, Tochter von Richard Woodville († 1469), hingerichtet
        1. Elizabeth of York ⚭ Heinrich VII. (England) (1485–1509)
        2. Maria (1467–1482)
        3. Cäcilie (1469–1507)
        4. Eduard V. (ungekrönt, 1483), siehe Prinzen im Tower
        5. Margarethe (1472)
        6. Richard of Shrewsbury, 1. Herzog von York and Norfolk, siehe Prinzen im Tower
        7. Anna ⚭ Thomas Howard
        8. Georg, Duke of Windsor
        9. Katharina ⚭ Wilhelm von Devon
        10. Brigitte

      5. Edmund, Earl of Rutland, ermordet
      6. Elizabeth ⚭ John de la Pole, 2. Duke of Suffolk
      7. Margaret ⚭ Karl der Kühne, Herzog von Burgund
      8. William
      9. John
      10. George Plantagenet, 1. Duke of Clarence, hingerichtet ⚭ Isabella Neville, Tochter von Richard Neville, 16. Earl of Warwick, gen. der Königsmacher
        1. Edward, 17. Earl of Warwick, hingerichtet

      11. Thomas, gestorben als Kleinkind
      12. Richard III. (England) (1483–1485) ⚭ Anne Neville, Tochter von Richard Neville, 16. Earl of Warwick, gen. der Königsmacher
        1. Edward of Middleham
          1. → ausgestorbene Linie

      13. Ursula, gestorben als Kleinkind

    2. Isabella

## Die schottischen Könige - Robert II. bis Maria Stuart (Haus Stuart)
1. Robert II., König von Schottland
  1. Robert III. (Schottland) ⚭ Annabella Drummond
    1. David Stewart, 1. Duke of Rothesay
    2. Robert
    3. Jakob I. (Schottland) ⚭ Joan Beaufort (Königin von Schottland), Tochter von John Beaufort, 1. Earl of Somerset
      1. Margarethe von Schottland ⚭ König Ludwig XI.
      2. Isabel
      3. Johanna
      4. Alexander
      5. Jakob II. (Schottland) ⚭ Marie von Geldern
        1. Jakob III. (Schottland) ⚭ Margarethe von Dänemark, Tochter von König Christian I. (Dänemark, Norwegen und Schweden)
          1. Jakob IV. (Schottland), gefallen ⚭ Margaret Tudor, Tochter von König Heinrich VII. (England)
            1. James
            2. Arthur
            3. Jakob V.
              1. Jakob
              2. Arthur
              3. Maria Stuart

            4. Alexander

          2. James Stewart, 1. Duke of Ross
          3. John Stewart, Earl of Mar

        2. Alexander
        3. David
        4. John
        5. Mary
        6. Margaret
        7. John

      6. Eleonore von Schottland ⚭ Erzherzog Siegmund (Österreich-Tirol)
      7. Maria
      8. Annabella

    4. Margaret
    5. Maria
    6. Elizabeth
    7. Egidia

  2. Walter
  3. Robert Stewart, 1. Duke of Albany
  4. Alexander
  5. Margaret
  6. Marjorie
  7. Joan
  8. Elizabeth
  9. Isabella
  10. Katharine
  11. David
  12. Walter
  13. Margaret
  14. Egidia
  15. Elizabeth

## Von Owen Tudor an (Haus Tudor)
1. Owen Tudor, hingerichtet ⚭ Katharina von Valois, Tochter von König Karl VI. (Frankreich)
  1. Tacinda Tudor ⚭ Reginald Grey
  2. Thomas Tudor, Mönch
  3. Edmund Tudor, 1. Earl of Richmond ⚭ Margaret Beaufort, Tochter von John Beaufort, 1. Duke of Somerset
    1. Heinrich VII. (England) (1485–1509) ⚭ Elizabeth of York, Tochter von Eduard IV.
      1. Arthur Tudor ⚭ Katharina von Aragón, Tochter von König Ferdinand II. (Aragón)
      2. Margaret Tudor
        1. Jakob V.
        2. Margaret Douglas
          1. Henry Stewart, Lord Darnley ⚭ Maria Stuart, Tochter von Jakob V.

      3. Heinrich VIII. (England) (1509–1547)
        1. Heinrich, Herzog von Cornwall
        2. Heinrich
        3. Maria I. (England) (1553–1558) ⚭ König Philipp II. (Spanien)
        4. Elisabeth I. (1558–1603)
          1. → ausgestorbene Linie

        5. Eduard VI. (1547–1553)

      4. Elizabeth Tudor
      5. Mary Tudor
        1. Henry Brandon
        2. Frances Brandon ⚭ Henry Grey, 1. Duke of Suffolk
          1. Jane Grey ⚭ Guilford Dudley

        3. Eleanor Brandon ⚭ Henry Clifford, Earl of Cumberland
        4. Henry Brandon, 1. Earl of Lincoln

      6. Edmund Tudor, 1. Duke of Somerset
      7. Katherina Tudor

  4. Jasper Tudor, 1. Duke of Bedford ⚭ Katherine Woodville, Tochter von Richard Woodville, 1. Earl Rivers, hingerichtet
  5. Catherine (früh gestorben)
  6. (Tochter), Nonne

## Von Maria Stuart an (Haus Stuart als Könige von England und Schottland)
1. Henry Stewart, Lord Darnley ⚭ Maria Stuart, Königin von Schottland, Tochter von Jakob V.
  1. Jakob I. (England) (1603–1625), König von England und Schottland ⚭ Anna von Dänemark, Tochter von König Friedrich II. (Dänemark und Norwegen)
    1. Henry Frederick, Prince of Wales
    2. Elisabeth Stuart ⚭ Kurfürst Friedrich V. (Pfalz), König von Böhmen, gen. Winterkönig
      1. → Stammliste der Wittelsbacher, später Personalunion mit Hannover 1714–1837

    3. Margarethe
    4. Karl I. (England) (1625–1649) ⚭ Henrietta Maria von Frankreich (1609–1669), Tochter von König Heinrich IV. (Frankreich)
      1. Karl Jakob
      2. Karl II. (England) (1660–1685) ⚭ Katharina von Braganza, Tochter von König Johann IV. (Portugal)
      3. Mary ⚭ Wilhelm II. (Oranien)
      4. Jakob II. (England) (1633–1701)
        1. Karl
        2. Maria II. (England) (1689–1694) ⚭ König Wilhelm III. (Oranien) (1689–1702)
        3. Jakob (1663–1667)
        4. Anne (Großbritannien) (1702–1714) ⚭ Prinz Georg von Dänemark, Herzog von Cumberland
        5. Karl
        6. Edgar
        7. Henriette
        8. Katharina
        9. Katharina Laura
        10. Isabella
        11. Karl
        12. Elizabeth
        13. Charlotte Maria
        14. James Francis Edward Stuart, gen. the Old Pretender ⚭ Maria Clementina Sobieski, Tochter von Jakob Louis Heinrich Sobieski
          1. Charles Edward Stuart ⚭ Prinzessin Luise von Stolberg-Gedern
          2. Henry Benedict Stuart
            1. → siehe auch Jakobiten

        15. Louisa Maria

      5. Elisabeth
      6. Anne
      7. Catherine
      8. Heinrich
      9. Henrietta Anne Stuart ⚭ Philipp I., Herzog von Orléans

    5. Robert Bruce
    6. Maria
    7. Sophie